# Binodoxys acalephae
Binodoxys acalephae är en stekelart som först beskrevs av Marshall 1896.  I den svenska databasen Dyntaxa används istället namnet Misaphidus acalephae. Enligt Catalogue of Life ingår Binodoxys acalephae i släktet Binodoxys och familjen bracksteklar, men enligt Dyntaxa är tillhörigheten istället släktet Misaphidus och familjen bracksteklar. Arten är reproducerande i Sverige. Inga underarter finns listade.